# Великое (Винницкая область)
Великое (укр. Велике) — село, находится в Казатинском районе Винницкой области, Украина.
Код КОАТУУ — 0521480806. Население по переписи 2001 года составляет 303 человека. Почтовый индекс — 22125. Телефонный код — 4342.
Занимает площадь 1,38 км².

## История
- В 1945 г. Указом Президиума ВС УССР село Великая Радзивиловка переименовано в Великое[1].

## Адрес местного совета
22125, Винницкая область, Казатинский р-н, с. Вернигородок, ул. Ленина, 51а